# Дружно (Орловская область)
Дру́жно — деревня в Дмитровском районе Орловской области. Административный центр Друженского сельского поселения. Население — 327 человек (2010 год).

## География
Расположена в 6 км к северо-востоку от Дмитровска на реке Понуры, притоке Неруссы. Высота над уровнем моря — 226 м. К северу от деревни находится лесное урочище Дружно, к юго-востоку — урочище Пожар, к юго-западу — урочища Острог и Колода.

## История
Упоминается с 1-й половины XVII века среди селений Глодневского стана Комарицкой волости. По данным 1649 года Дружно, состоявшее из 12 дворов, было приписано к Волконскому острогу. Местные жители могли укрываться в этой крепости во время набегов крымских татар, а также должны были поддерживать её в обороноспособном состоянии. Деревня была частью прихода храма Рождества Пресвятой Богородицы села Волконск.
В 1866 году в бывшей владельческой деревне Дружно было 49 дворов, проживал 651 человек (325 мужского пола и 326 женского). К 1877 году число дворов увеличилось до 68, жителей — до 798 человек. Деревня входила в состав Волконской волости Дмитровского уезда.
С установлением советской власти деревня становится административным центром Друженского сельсовета. В 1926 году в Дружно было 138 хозяйств (в том числе 137 крестьянского типа), проживало 686 человек (314 мужского пола и 372 женского), действовала школа 1-й ступени. В то время деревня была административным центром Друженского сельсовета Волконской волости Дмитровского уезда. С 1928 года в составе Дмитровского района. К 1937 году в деревне было 127 дворов, действовал колхоз «Красный май». В то время деревня входила в состав Рублинского сельсовета. 
Во время Великой Отечественной войны, с октября 1941 года по август 1943 года, находилась в зоне немецко-фашистской оккупации. По состоянию на 1945 год в деревне действовал колхоз «Дружно». 
По данным 1965 и 1975 годов Дружно по-прежнему входило в состав Рублинского сельсовета. В 2002 году деревня числилась уже в составе Друженского сельсовета.

## Население
| 1866 | 1877 | 1897 | 1926 | 1979 | 2002 | 2010 |
| ---- | ---- | ---- | ---- | ---- | ---- | ---- |
| 651  | ↗798 | ↘784 | ↘686 | ↘295 | ↗328 | ↘327 |

## Персоналии
- Пушков, Николай Васильевич (1903—1981) — советский геофизик, первый директор Научно-исследовательского института земного магнетизма.

## Образование
В деревне действовала Друженская начальная школа. Была закрыта в 2009 году.

## Памятники археологии
В 150 метрах западнее деревни Дружно на берегу реки Понуры находится древнее селище Дружно-I, датируемое началом I тысячелетия нашей эры. На восточной окраине деревни на берегу реки Понуры находится селище Дружно-II также датируемое началом I тысячелетия нашей эры.